# Smedhus
Smedhus är en tidigare tätort i Moss kommun i Østfold fylke i sydöstra Norge. Orten ligger cirka fem kilometer söder om staden Moss.
Tidigare har orten tillhört dåvarande Rygge kommun.